# Mönkloh
Mönkloh est une commune allemande du Schleswig-Holstein, située dans l'arrondissement de Segeberg (Kreis Segeberg), à sept kilomètres au sud-ouest de la ville de Bad Bramstedt. Mönkloh fait partie de l'Amt Bad Bramstedt-Land (« Bad Bramstedt-campagne ») qui regroupe 14 communes entourant Bad Bramstedt.